# Petrovce (powiat Vranov nad Topľou)
Petrovce – wieś (obec) na Słowacji położona w kraju preszowskim, w powiecie Vranov nad Topľou. Pierwsze wzmianki o miejscowości pochodzą z 1412 roku.
Według danych z dnia 31 grudnia 2012 roku, wieś zamieszkiwały 434 osoby, w tym 226 kobiet i 208 mężczyzn.
W 2001 roku pod względem narodowości i przynależności etnicznej 99,12% mieszkańców stanowili Słowacy.
Ze względu na wyznawaną religię struktura mieszkańców kształtowała się w 2001 roku następująco:
- Katolicy rzymscy – 4,63%
- Grekokatolicy – %
- Ewangelicy – 94,05%
- Ateiści – 0,44%
- Nie podano – 0,88%